# Gentiana hohoxiliensis
Gentiana hohoxiliensis là một loài thực vật có hoa trong họ Long đởm. Loài này được S.K.Wu & R.F.Huang mô tả khoa học đầu tiên năm 1996.